# Oskar Picht

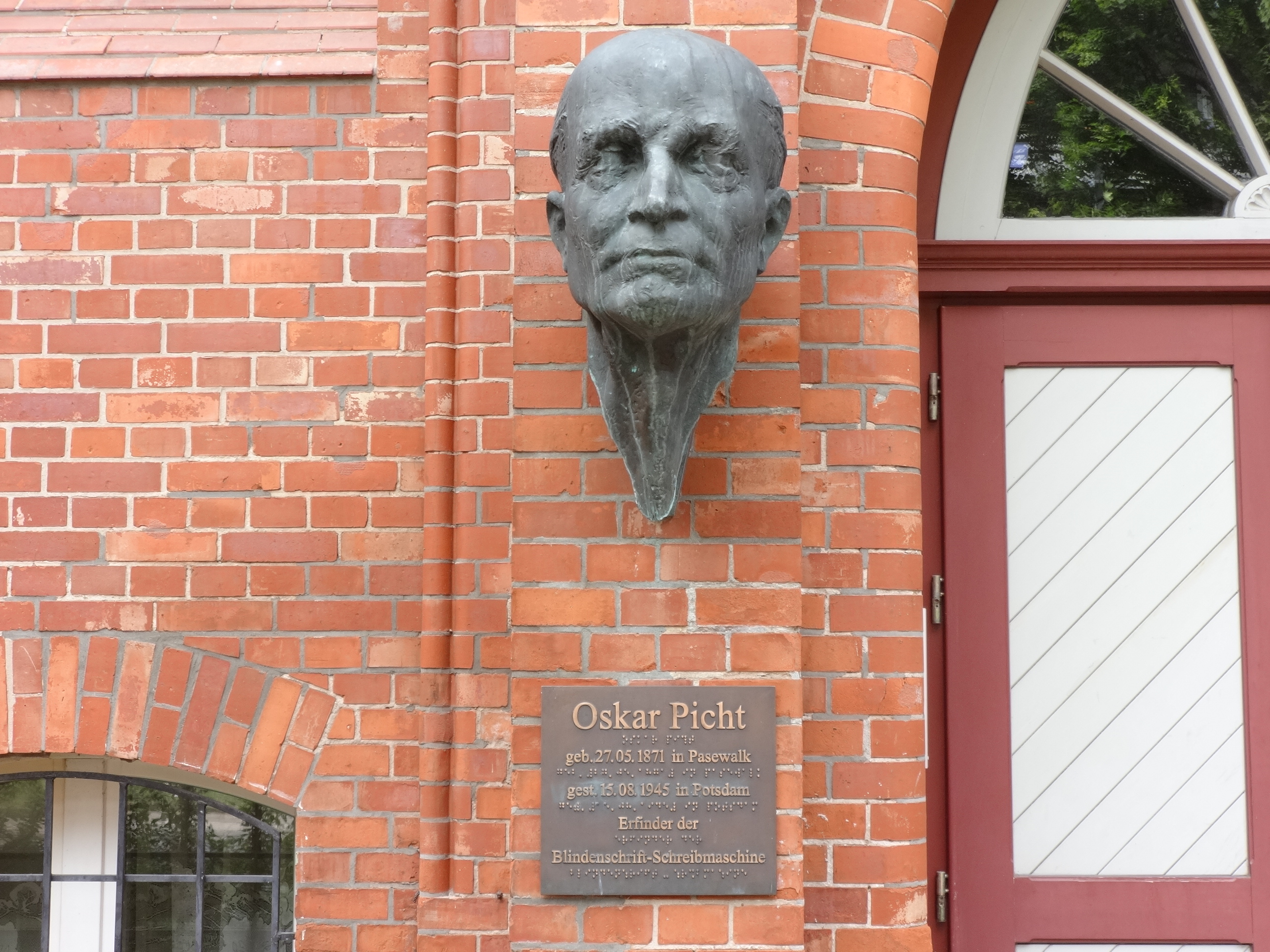
Rzeźba i tablica pamiątkowa poświęcona Oskarowi Pichtowi na ścianie gimnazjum jego imienia w Pasewalku

Oskar Picht (ur. 27 maja 1871 w Pasewalku, zm. 15 sierpnia 1945 w Rehbrücke) – niemiecki nauczyciel, wynalazca maszyny do pisania dla osób niewidomych.

## Życiorys
Urodził się 27 maja 1871 roku w Pasewalku w rodzinie piekarza Wilhelma i jego żony Hermine. Jego dom rodzinny znajdował się przy Marktstraße 3 i został w kwietniu 1945 roku zburzony. Ukończył szkołę miejską w Pasewalku, a następnie Wyższą Szkołę dla Chłopców (Höhere Knabenschule). Od 1886 do 1891 uczęszczał do seminarium nauczycielskiego w Pölitz (dzisiejsze Police).
Od 1891 roku był przez trzy lata nauczycielem w Marienthal, potem w Baniach w powiecie Greifenhagen. Następnie postanowił zostać nauczycielem osób niewidomych. Niezbędną wiedzę nabył w latach 1897–1899 w państwowym ośrodku dla osób niewidomych w Berlin-Steglitz. Po ukończeniu własnej nauki pracował tam jeszcze przez kilka lat.
W 1899 roku stworzył pierwszą piszącą alfabetem Braille’a maszynę do pisania dla osób niewidomych. W 1901 roku opatentował swoją maszynę. Do 1932 opatentował w sumie 10 wzorów maszyn dla niewidomych.
24 kwietniu 1902 roku ożenił się z Margarete Charlotte Conrad, z którą miał troje dzieci.
W 1910 roku opracował maszynę do zapisywania nie jak do tej pory na kartce lecz na pasku papieru (Stenomaschine). Zlecił także zbudowanie specjalnego wypukłego globusa dla niewidomych. W 1912 (lub 1910) został dyrektorem ośrodka w Bydgoszczy, w latach 1920–1933 był dyrektorem państwowego ośrodka w Berlinie-Steglitz. Z jego inicjatywy został nakręcony również pierwszy film o osobach niewidomych Unsere Blinden und ihre Welt (de. Nasi niewidomi i ich świat). Po przejściu na emeryturę przeniósł się w 1934 do schroniska dla niewidomych w Poczdamie-Rehbrücke.
Zmarł w wieku 74 lat. Został pochowany na cmentarzu w Nuthetal, gdzie do dziś stoi jego nagrobek.

## Upamiętnienie
W 2017 roku, jako słynny bydgoszczanin i tyflopedagog, został patronem tramwaju niskopodłogowego „Swing” o numerze 500, wyprodukowanego na rynek polski przez bydgoską firmę PESA.  Z inicjatywy społeczności K-P SOSW nr 1 im. Louisa Braille’a w Bydgoszczy, uczczono w ten sposób dawnego dyrektora tej placówki dla niewidomych, który na początku XX wieku wprowadził szereg innowacyjnych rozwiązań ułatwiających naukę i codzienne funkcjonowanie osobom z dysfunkcją wzroku.